# رابرت دو کراون
رابرت دو کراون یا روبرت بورگاندیو (درگذشت ۱۳ ژانویه ۱۱۴۷) از ژوئن ۱۱۳۶ تا زمان مرگش دومین استاد بزرگ شوالیه‌های تمپلار بود. وی عضوی از خانواده کراون، پسر رنو لو بورگینیون و انوگوین دی ویتره بود. رابرت در حدود قرن ۱۲ به دنیا آمد وی کوچکترین فرزند از سه پسر رنو دو کراون بود. وی در آکیتن اقامت گزید و با دختر ارباب آنگوموی نامزد بود، اما پس از اطلاع از پایه‌گذاری گروه تمپلار توسط هوگو دی پینز، عروسی خود را رها کرد و به فلسطین سفر کرد. او به زودی شجاعت و نبوغ نظامی خود را نشان داد و در سال ۱۱۳۶، پس از مرگ دی پینز، به عنوان استاد بزرگ جدید انتخاب شد. او ثابت کرد که یک سازمان دهنده و قانونگذار درخشان است و او گروه تمپلار را به یک نیروی عمده در ایالات صلیبی تبدیل کرد. در ۲۹ مارس ۱۱۳۹، پاپ اینوسنت دوم احکام هر هدیه عالی را صادر کرد، که این حکم را از ده دهم مالیات معاف کرد و آنها را از هر حوزه قضایی کلیسا مستقل کرد. همچنین به تمپلارها اجازه داده شد نصب صلیب سرخ بر روی یک لباس سفید، که از آن زمان به تصویر محبوب هر صلیبی تبدیل شده‌است، داده شد. او بعنوان یک رهبر نظامی کمتر خوش شانس بود. او به محض انتخاب شدن، عمادالدین زنگی، امیر حلب را شکست داد و اجازه داد شوالیه‌هایش اردوگاه دشمن را غارت کنند. زنگی برگشت و ستونهای سازمان یافته را نابود کرد. رابرت به تمپلارهای اسپانیایی اجازه داد که یک کشتی دریایی حدود ۷۰ کشتی را علیه لیسبون هدایت کنند، اما این نیز با شکست پایان یافت. در سال ۱۱۴۰ تمپلارها در مقابل نبرد تِکوآ در برابر ارتش ترکیه که از نظر عددی برتر بودند مقاومت کردند. در سال ۱۱۴۳، پس از مذاکرات طولانی مدت بین ریموند برنگر چهارم (کنت بارسلونا و یک تمپلار) مأموریت این گروه در شبه جزیره ایبری تعریف شد. به گفته ویلیام تایر، رابرت در جنگ صلیبی دوم در سال ۱۱۴۸ در شورای آکر شرکت کرد، اما طبق گفته‌های Obituary of Reims، وی در ژانویه ۱۱۴۷ درگذشت و در آوریل همان سال اِورارد د بارس جانشین وی شد. برخی از نویسندگان تاریخ مرگ او را ۱۳ ژانویه ۱۱۴۷ را ذکر می‌کنند.